# 신인철
신인철(1968년~)은 대한민국의 생명과학자이다.